# La Caunette
La Caunette é uma comuna francesa na região administrativa de Occitânia, no departamento de Hérault. Estende-se por uma área de 21,78 km². Em 2010 a comuna tinha 316 habitantes (densidade: 14,5 hab./km²).